# アスコット (掃海艇)

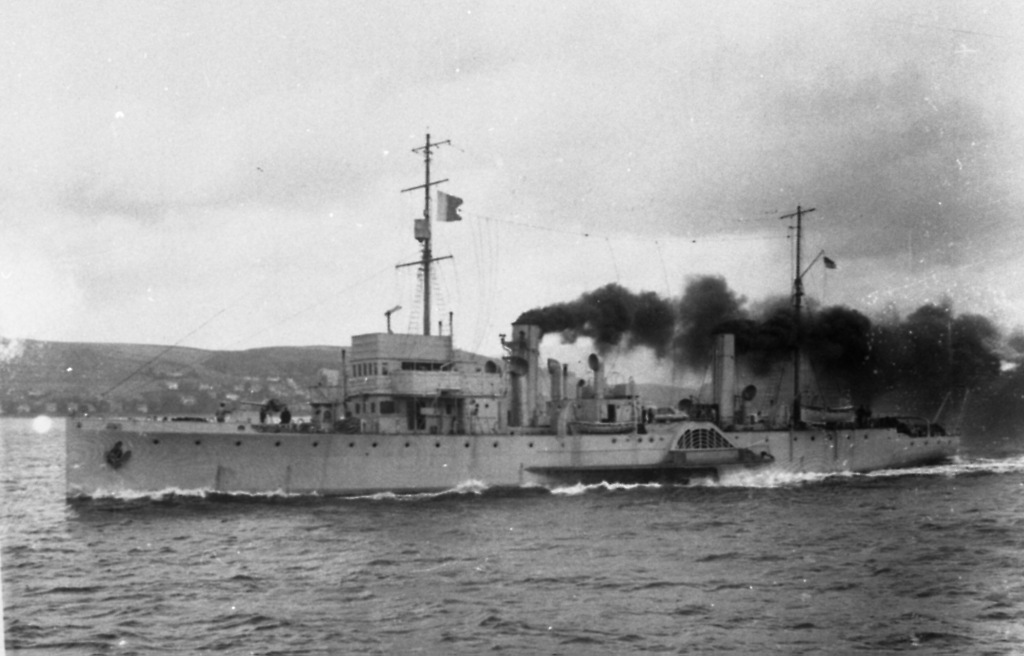

アスコット (HMS Ascot) はイギリス海軍の掃海艇。アスコット級外輪掃海艇の1隻。
1915年起工。1916年1月26日進水。1916年4月11日竣工。
1918年11月10日、ポーツマスからグラントン (Granton) へ向けて航行中にドイツ潜水艦「UB67」の雷撃により沈没。乗員51名全員が死亡した。
アスコットは第一次世界大戦中敵の攻撃で沈められた最後のイギリス海軍艦艇である。